# Korsische Zeitlose
Die Korsische Zeitlose (Colchicum corsicum) ist eine Pflanzenart aus der Gattung der Zeitlosen (Colchicum) in der Familie der Zeitlosengewächse (Colchicaceae).

## Merkmale
Die Korsische Zeitlose ist ein ausdauernde Pflanze mit einer unterirdischen Sprossknolle. Die Sprossknolle ist bis zu 3 Zentimeter lang, 2 Zentimeter dick und hat eine braune Hülle. Es sind meist 3 bis 4 Blätter vorhanden. Sie erscheinen erst nach der Blüte und sind schmal lanzettlich, kahl, bis 8 Zentimeter lang und 9 (18) Millimeter breit. Die Anzahl der Blüten beträgt meist 1 oder 2, selten 3. Die Kronblätter sind 20 bis 27 (40) Millimeter lang und 2 bis 5 Millimeter breit, (lila-)rosa gefärbt und nicht gemustert. Die Staubblätter haben 2 bis 4 (8) Millimeter lange Filamente und 2 bis 5 Millimeter lange gelbliche Staubbeutel.
Blütezeit ist von September bis Oktober.

## Vorkommen
Die Korsische Zeitlose kommt auf Korsika und auf Sardinien vor. Sie wächst auf Trockenwiesen über Silikatgestein.

## Taxonomie
Die Korsische Zeitlose wurde 1879 von John Gilbert Baker in Journal of the Linnean Society. Botany Band 17 Seite 431 als Colchicum corsicum erstbeschrieben.